# 청담동 살아요
《청담동 살아요》는 2011년 12월 5일부터 2012년 8월 3일까지 방송되었던 JTBC 시트콤이다.
매주 월~금요일 8시 5분에 방송되었다.
이 작품은 JTBC의 개국 특집으로 기획된 작품으로, KBS 2TV의 시트콤 《올드 미스 다이어리》와 영화 《조선명탐정: 각시투구꽃의 비밀》의 연출을 맡았던 김석윤 PD가 JTBC로 이적한 후 처음으로 선보이는 시트콤이다.
총 200부작 예정이었으나 170부작으로 종영되었다

## 줄거리
평생 한 번도 주류 사회에 속해본 적이 없는 아줌마가 우연히 청담동에 거주하게 되고, 그 속에서 주류인 척 살아가면서 일어나는 좌충우돌하는 이야기다. 그리고 하루하루 힘들고 분하지만 주류사회의 꿈을 꾸며 살아가는 사람들의 이야기를 담았다.

## 등장 인물

### 청담동 사람들
- 김혜자 : 김혜자 역

62년 동안 한번도 서울 시민인 적이 없는 경기도 서평 토박이로, 청담동에서 만화방을 하던 친구 이낙구가 실종되자 만화방에 입주해 꿈에 그리던 청담동 생활을 시작한다. 백화점에서 생필품을 사다가 실수로 백화점 VVIP 전용 문학클럽에 들어오게 되고, 쪼들리는 살림과 청담동 사모님의 삶 사이에서 힘겨운 이중생활을 한다.
- 오지은 : 오지은 역

혜자의 딸. 서평에 살 때의 뿌리깊은 패배의식을 극복하려고 애쓴다. 호텔 주방장의 보조의 보조로 일하다가 새 주방장의 취임과 함께 해고당한다. 청담동 산다는 이유 하나로 1% 부자들만 다닌다는 레스토랑에 취직하게 된다.
- 현우 : 현우 역

혜자네 만화방에서 만화만 보는 허우대만 멀쩡한 청년. SY그룹 전무.
- 이상엽 : 이상엽 역

젊은 나이에 건축가로 자수성가한 대한민국 1% 부자 훈남.
- 이보희 : 김보희 역

혜자의 동생. 20대 때 우연히 찍은 영화 한 편으로 스타덤에 올라 대기업 며느리로 들어가지만 술버릇 때문에 11개월만에 이혼당하고 지금은 혜자를 도와 만화방을 운영하고 있다.
- 서승현 : 서승현 역

혜자의 고등학교 동창. 청담동에서 크게 성공해 백화점 문학클럽에 가입해 혜자와 다시 만난다.
- 우현 : 김우현 역

혜자의 막내동생. 우연히 자신이 그린 만화 한 편이 연재된 것을 가지고 만화가라고 생각하는데 사실상 백수.
- 최무성 : 최무성 역

성형외과 의사지만 뉴욕으로 아내와 자식을 유학 보낸 기러기 아빠. 아이들 유학비 때문에 생활고에 쪼달리다가 혜자네 하숙집으로 들어온다.
- 황정민 : 황정민 역

지은이 취직한 상위 1% 레스토랑의 셰프.
- 오상훈 : 박상훈 역

우현 만화의 스토리 작가로 우현과 같이 살고있다.
- 조관우 : 조관우 역

혜자네 만화방 지하에서 아이돌 그룹 '청담불패'를 키우는 찌질한 기획사 사장.
- 송지인 : 김보라 역

현우의 이복동생.
- 신연숙 : 박순애 역

문인회 회원 중에 실세이자 선망의 대상이다.
- 윤보현 : 윤보현 역

상엽과 절친. 청담동 성형외과 원장으로 무성의 후배지만 그를 페이 닥터로 채용한 고용주이다. ‘피아체’의 단골손님.
- 비투비 : 청담불패 역

조관우가 키우는 아이돌 연습생들.

## 제작진
- 연출 - 김석윤, 성희성, 김민지, 임현욱, 이상미
- 각본 - 박해영, 이남규, 전상혁, 김지선, 김수진
- 구성작가 - 남혜진, 김미하, 김효신, 명지혜, 유솔
- 제작총괄 - 정태중

## 경쟁 프로그램
- 당신 뿐이야
- 별도 달도 따줄게 (KBS 1TV)
- 선녀가 필요해
- 닥치고 패밀리 (이상 KBS 2TV)
- 하이킥! 짧은 다리의 역습
- 스탠바이 (이상 MBC)
- 오늘만 같아라 (MBC)
- 내 딸 꽃님이 (SBS)